# Ichthyophthirius multifiliis
Ichthyophthirius multifiliis é um protozoário ciliado comum em peixes de água doce. Esse protozoário é causador da doença conhecida popularmente como "pontos brancos". Esse ectoparasita pode sobreviver em diversos organismos aquáticos como as baratas-d'água e o fitoplâncton.

## Sintomas
Nódulos brancos que se parecem com grãos brancos de sal ou açúcar de até um milímetro aparecem no corpo, nadadeiras e brânquias. Cada mancha branca é um parasita sob forma de cistos.

## Diagnóstico
Para realizar o diagnóstico definitivo da ictioftiríase, é necessário o exame microscópico de esfregaços a fresco, de tecidos de brânquias, nadadeiras ou superfície do corpo do peixe.